# Jennifer Garner
Jennifer Anne Garner (Houston (Texas), 17 april 1972) is een Amerikaanse actrice.
Van jongs af aan stond Garner graag in de belangstelling. Op school blonk ze uit in balletdansen en kon ze aardig overweg met de saxofoon. Toen ze van school af kwam, ging ze theaterwetenschappen studeren maar heeft dit nooit afgemaakt, want ze wilde graag acteren. Na wat jaren in nietszeggende films en televisieseries gespeeld te hebben, brak ze door in de serie Alias als Sydney Bristow.
Ze was van 2000 tot en met 2004 getrouwd met acteur Scott Foley. In juni 2005 trouwde ze met acteur Ben Affleck. Ze hebben samen drie kinderen: twee dochters en een zoon. In 2015 ging het stel uiteen.
In 2018 kreeg Garner een ster op de Hollywood Walk of Fame.

## Filmografie
- Bibsys: 9019748
- Biblioteca Nacional de España: XX1660355
- Bibliothèque nationale de France: cb145552173 (data)
- Catàleg d'autoritats de noms i títols de Catalunya: 981058524765306706
- Gemeinsame Normdatei: 140557156
- International Standard Name Identifier: 0000 0001 0930 480X
- Library of Congress Control Number: no00028326
- Nationale Bibliotheek van Letland: 000343984
- MusicBrainz: bf997626-85dd-40a5-a1ed-53854b1b797e
- Nationale Bibliotheek van Tsjechië: xx0062927
- Nationale bibliotheek van Australië: 52410007
- Nationale Bibliotheek van Israël: 987007320463305171
- Nationale Bibliotheek van Polen: a0000001256566
- Nederlandse Thesaurus van Auteursnamen: 24482584X
- SNAC: w63f4w0h
- Système universitaire de documentation: 080879411
- Trove: 1521408
- Virtual International Authority File: 107240821
- WorldCat: E39PBJxMmyJJxRhR64xYcGB773